# Municipio de Ottercreek
El municipio de Ottercreek (en inglés: Ottercreek Township) es un municipio ubicado en el condado de Dixon en el estado estadounidense de Nebraska. En el año 2010 tenía una población de 235 habitantes y una densidad poblacional de 3,38 personas por km².

## Geografía
El municipio de Ottercreek se encuentra ubicado en las coordenadas 42°27′36″N 96°45′9″O / 42.46000, -96.75250. Según la Oficina del Censo de los Estados Unidos, el municipio tiene una superficie total de 69.43 km², de la cual 69,43 km² corresponden a tierra firme y (0 %) 0 km² es agua.

## Demografía
Según el censo de 2010, había 235 personas residiendo en el municipio de Ottercreek. La densidad de población era de 3,38 hab./km². De los 235 habitantes, el municipio de Ottercreek estaba compuesto por el 95,74 % blancos, el 0,43 % eran afroamericanos, el 3,83 % eran de otras razas. Del total de la población el 7,23 % eran hispanos o latinos de cualquier raza.